# Lodovico Castelvetro
Lodovico Castelvetro  (1505, Modena – 21. února 1571, Chiavenna) byl italský renesanční filolog, filozof a spisovatel, který sehrál významnou roli ve vývoji klasicismu, zejména dramatu.

## Život
Pocházel z rodiny bohatého obchodníka. Na přání svého otce studoval práva v Bologni, Ferraře, Padově a Sieně. Po návratu do Modeny začal roku 1532 přednášet práva na místní univerzitě, pro nemoc se však začal zabývat literaturou, zejména okcitánskou poezií.

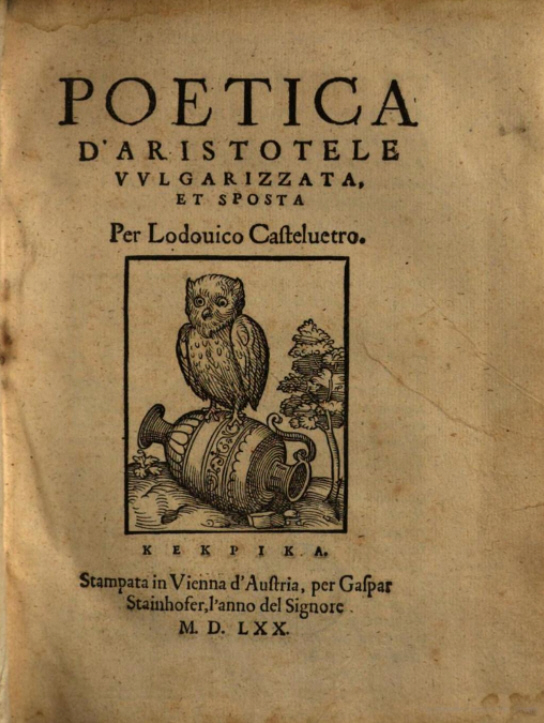
První vydání Castlevetrova překladu Aristotelovy Poetiky

Jeho další život neblaze ovlivnil spor s básníkem Annibalem Carem. Roku 1553 zkritizoval v soukromém dopise jednu jeho kancónu a když kritika vešla ve známost, čelil Carově Apologii odpovědí s názvem Ragioni d'alcvne cose segnate nella canzone di Anibale Caro (1559, Důvody některých věcí vytčených v kancóně Annibala Cara). Caro jej také nařkl, že si objednal vraždu jednoho z jeho lidí, a také byl obviněn římskou inkvizicí z kacířství za překlad jednoho spisu Philippa Melanchthona. Castelvetro uprchl do Ferrary a následně do svého domu v Chiavenně a byl v nepřítomnosti odsouzen k smrti a ke ztrátě majetku.
V letech 1564 ař 1566 učil na Ženevské univerzitě, pak pobýval v Lyonu, odkud musel roku 1567 kvůli náboženským válkám uprchnout do Ženevy (přišel při tom o svou knihovnu a část rukopisů) a odtud se vrátil do Chiavenny, Roku 1569 odjel do Vídně, kde získal od císaře Maxmiliána II. souhlas s vydáním svého nejvýznamnějšího díla Poetica d'Aristotele vulgarizzata et sposta (1570, Překlad a výklad Aristotelovy Poetiky), čímž přispěl k uzákonění zásady tří jednot jako závazného pravidla dramatu. Po návratu do Chiavenny onemocněl a záhy zemřel.

## Výběrová bibliografie
- Ragioni d'alcvne cose segnate nella canzone di Anibale Caro (1559, Důvody některých věcí vytčených v kancóně Annibala Cara
- Poetica d'Aristotele vulgarizzata et sposta (1570, Překlad a výklad Aristotelovy Poetiky)
- Correttione d'alcune cose del Dialogo delle lingue di Benedetto Varchi et una giunta al primo libro delle Prose di M. Pietro Bembo, dove si ragiona della vulgar lingua (posmrtně 1572, Oprava některých věcí v Dialogu o jazycích Bennedetta Varchiho a doplněk k první knize Pojednání pana Pietra Bemba, kde se hovoří o italském jazyce), v knize Castelvetro vyvrací některá etymologiká tvrzení Benedetta Varchiho a souhlasí s názorem Pietra Bemba ve věci florenštiny jako základu literární italštiny.[2]
- Le Rime del Petrarca brevemente esposte (posmrtně 1582, Stručný výklad Petrarcových veršů)
- Esaminatione sopra la ritorica a Caio Herennio (posmrtně 1653, Výklad o Rétorice pro Caia Herrenia)
- Sposizione a XXIX canti dell'Inferno dantesco (posmrtně 1886, Výklad 29 zpěvů Dantova Pekla)